# Neuropati
Kronisk nervesygdom eller skader på nervesystemet. Neuropati dækker over en lang række lidelser, der alle vedrører nerverne eller hele nervesystemet.
Eksempler på neuropati er:
- Diabetisk neuropati: følgesygdom til diabetes
- Polyneuropati: Sygdom eller skader i det perifere nervesystem som består af motoriske, sensoriske og autonome nerver
- Autonom neuropati: Sygdom eller skader på det autonome nervesystem.
- Small Fiber Neuropati (SFN): Sygdom eller skader i kroppen tynde nervefibre
- Alkoholisk neuropati: Nerveskader med årsag i overdreven brug af alkohol

Skader på nerver og nervesystemet kan også være forårsaget af slag og tryk på kroppen, fx på ryggen eller i leddene.
Typiske symptomer er ofte smerte, følelsesløshed eller føleforstyrrelser i hænder, arme, ben og fødder.

## Ekstern henvisninger
- www.neuropatiforeningen.dk Arkiveret 1. december 2018 hos  Wayback Machine

| Sygdom | Spire Denne artikel om sygdom er en spire som bør udbygges. Du er velkommen til at hjælpe Wikipedia ved at udvide den. |